# Sainte-Cécile-Plage
Sainte-Cécile-Plage is een badplaats in de Franse gemeente Camiers in het departement Pas-de-Calais. De badplaats ligt aan de Opaalkust, in het noordwesten van de gemeente tegen de grens met Dannes. De badplaats ligt ruim twee kilometer ten noordwesten van de dorpskern van Camiers, ervan gescheiden door een duin- en bosgebied.

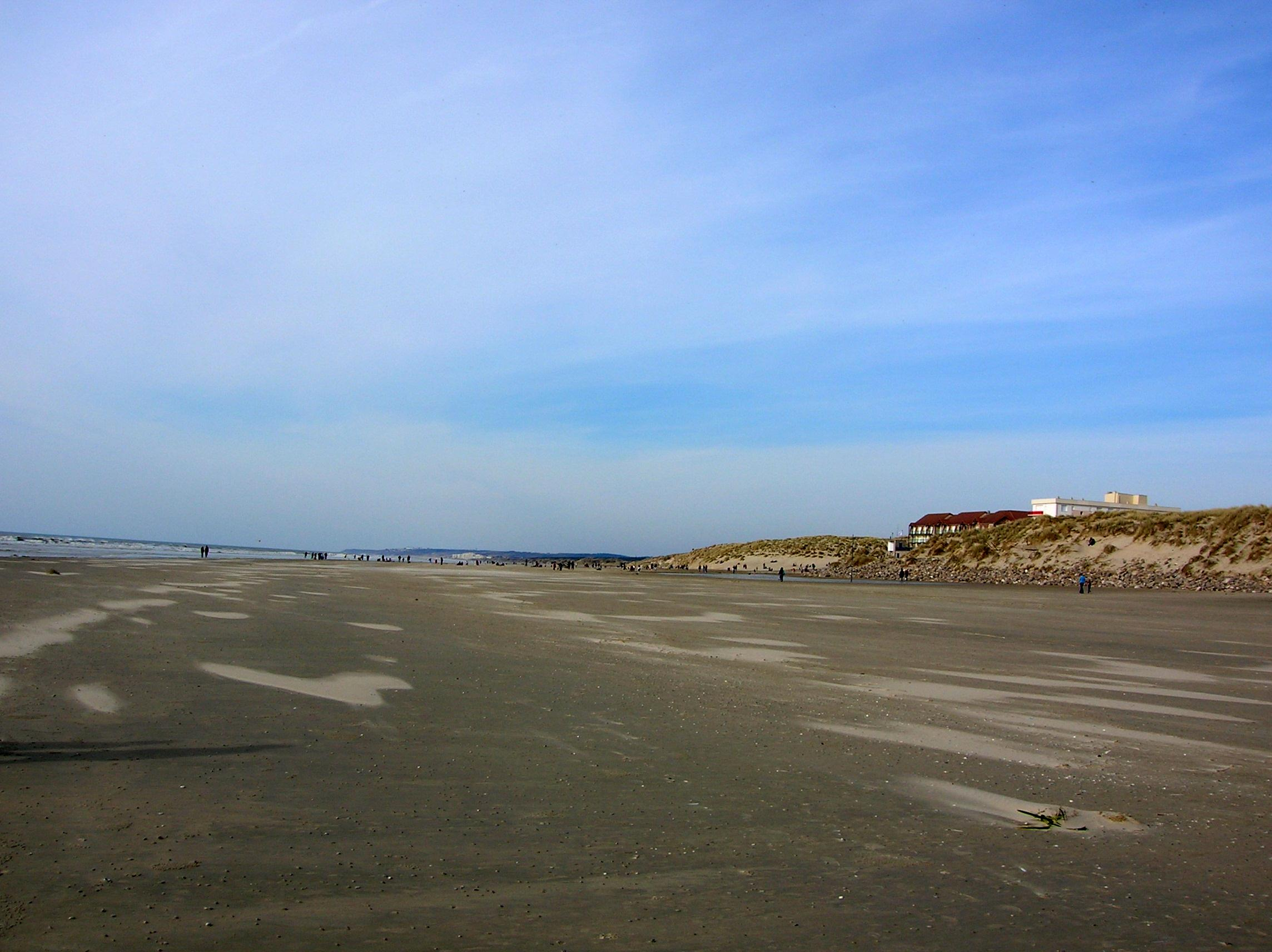
Strand van Sainte-Cécile-Plage

## Geschiedenis

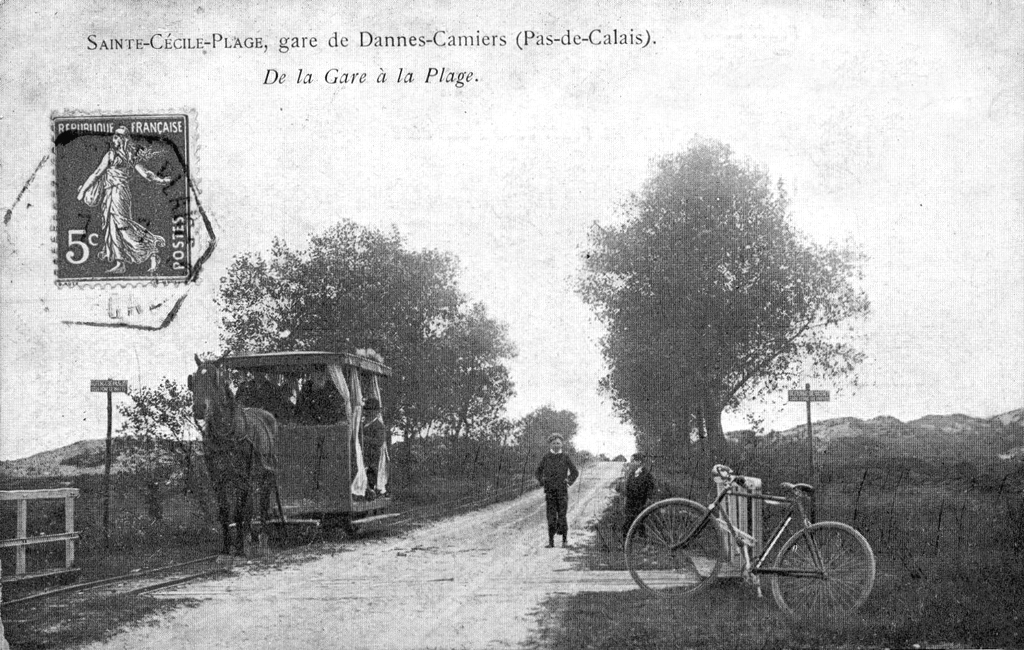
Paardentram nabij Sainte-Cécile-Plage

Dit was een onbebouwd duingebied tot het eind van de 19de eeuw. In die periode was een omvangrijk gebied hier in handen van graaf Armand de Rosamel en zijn echtgenote Cécile de Rocquigny du Fayel. In 1894 verkochten ze een aantal percelen aan de maatschappij Tellier-Frères uit Boulogne-sur-Mer, die de stranden de namen Saint-Grabriel en Saint-Cécile gaf. De volgende jaren zouden de eerste villa's daar verschijnen. De volgende jaren kwam er een paardentram die de badplaats verbond met het station Dannes-Camiers.
De plaats kreeg haar eigen kapel.
Sainte-Cécile-Plage groeide geleidelijk in de 20ste eeuw. Vooral in de tweede helft van de eeuw breidde de plaats zicht landinwaarts verder uit.

## Bezienswaardigheden
- De Chapelle Saint-Félicien uit 1960. De kerk werd in 2024 verbouwd en vergroot.

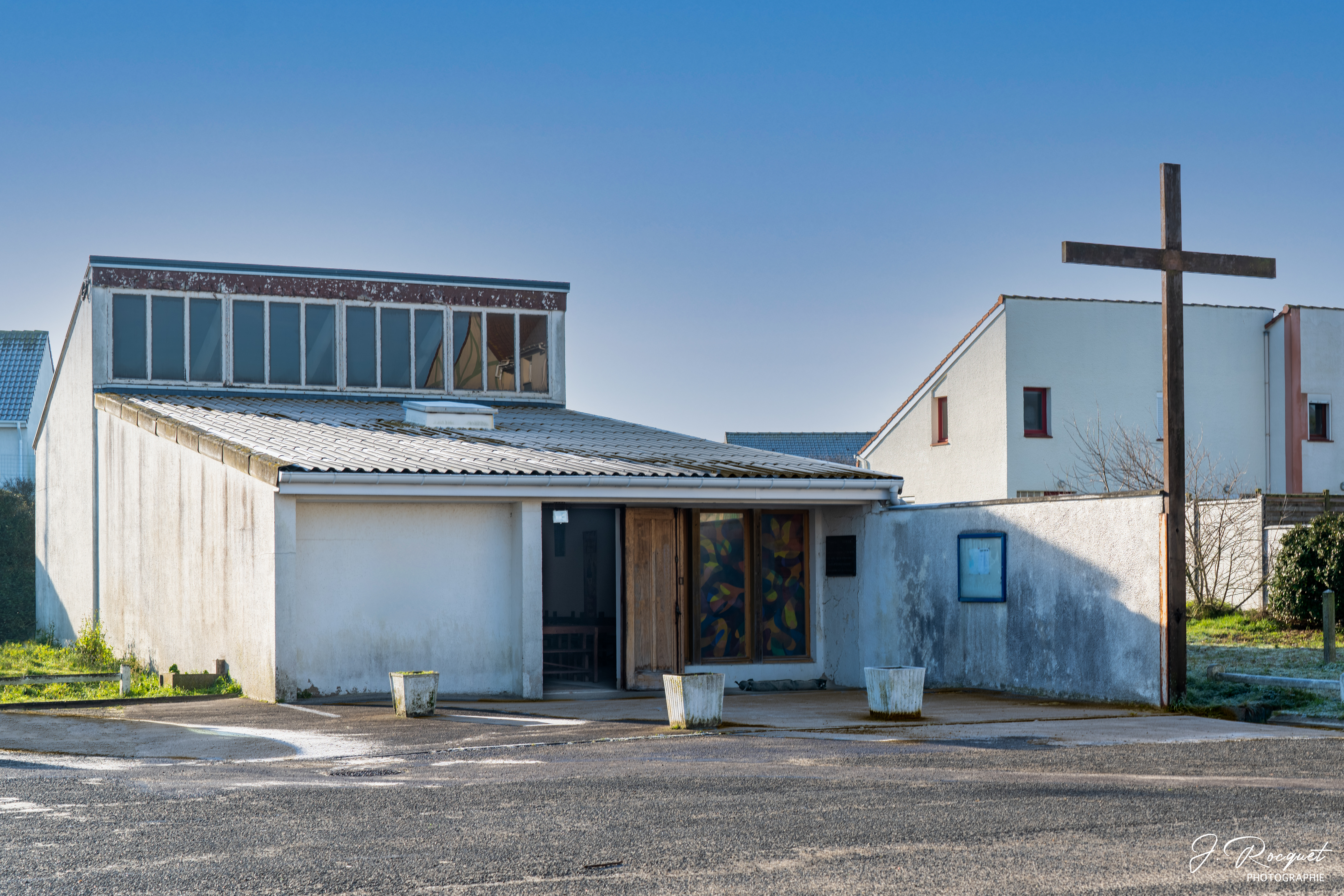
Chapelle Saint-Félicien, oorspronkelijk vorm
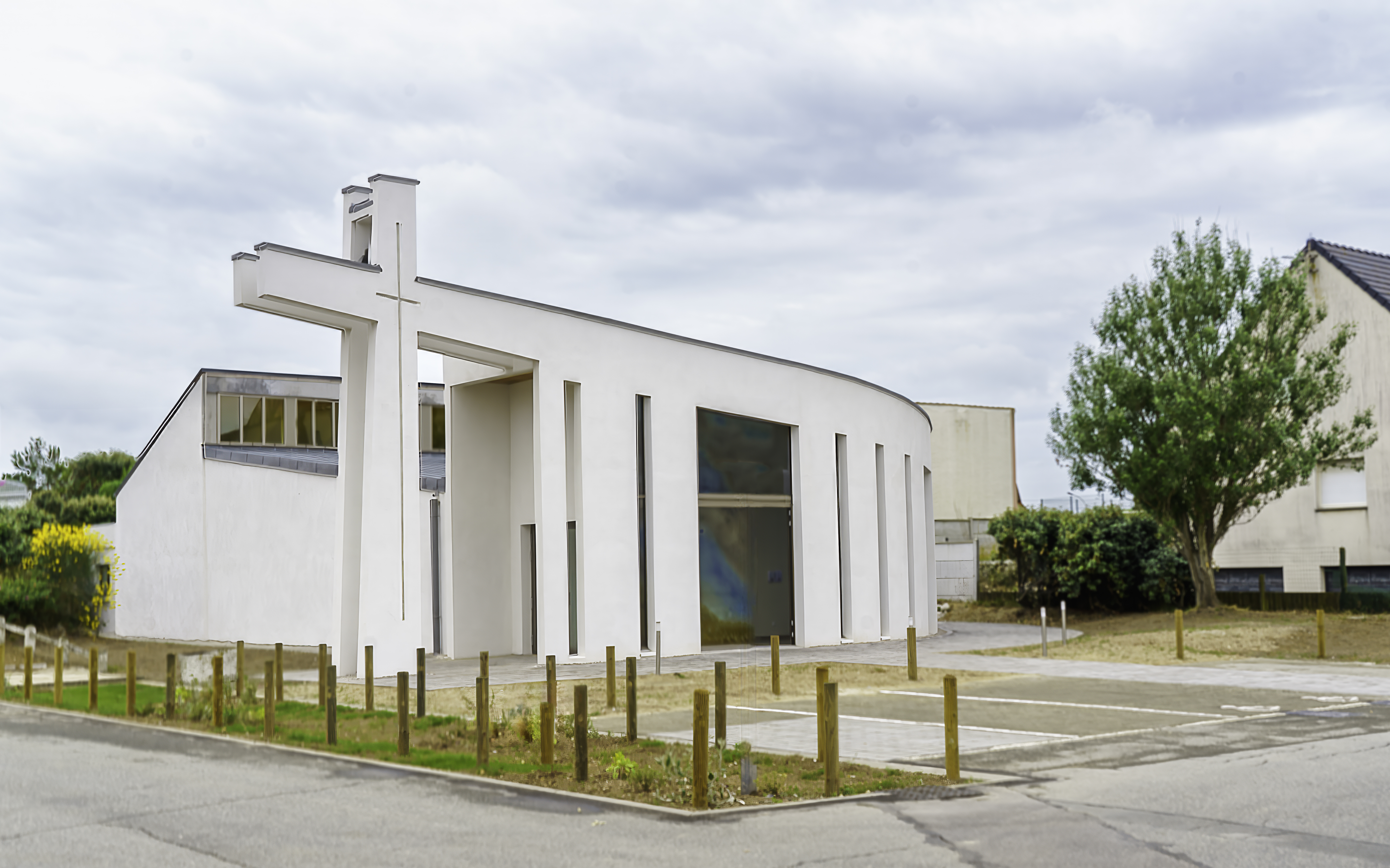
Chapelle Saint-Félicien, na restauratie en verbouwing in 2024

## Sport

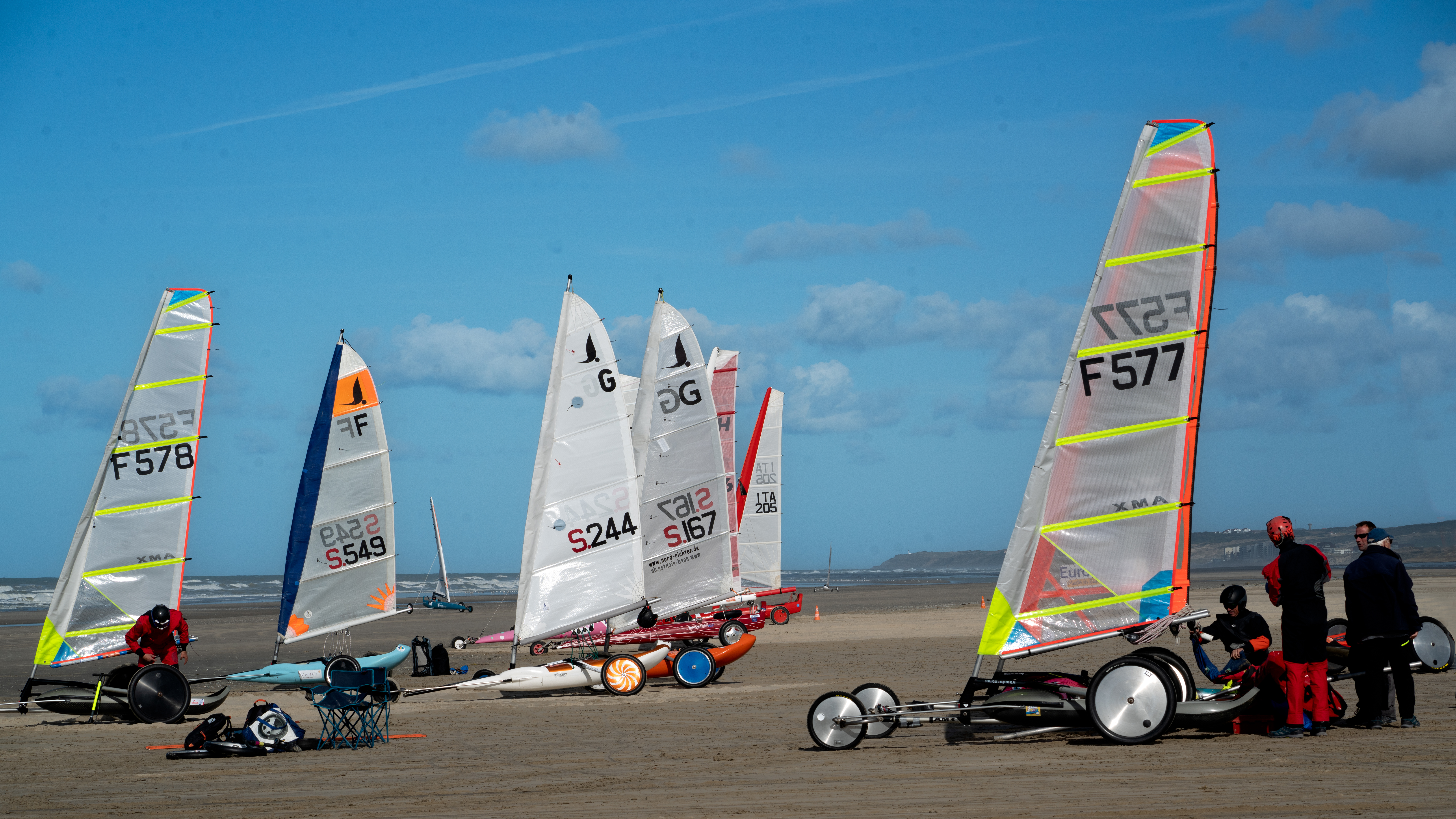
Europese kampioenschap zeilwagenrijden in 2022

De zee en het grote strand lenen zich hier tot verschillende water- en strandsporten, zoals zeilwagenrijden.